# Шинник (стадион)
„Шинник“ е многофункционален стадион в гр. Ярославъл, Русия. На него домакинските си мачове играе местният „Шинник“.
През 2002 г. на стадиона е монтирано най-голямото табло на стадион в Русия. През 2008 г. е реконструиран. В реконструкция, като капацитетът му ще стане около 40 000 зрители.
Част е от кандидатурата на Русия за Мондиал 2018.